# Семіаридний клімат

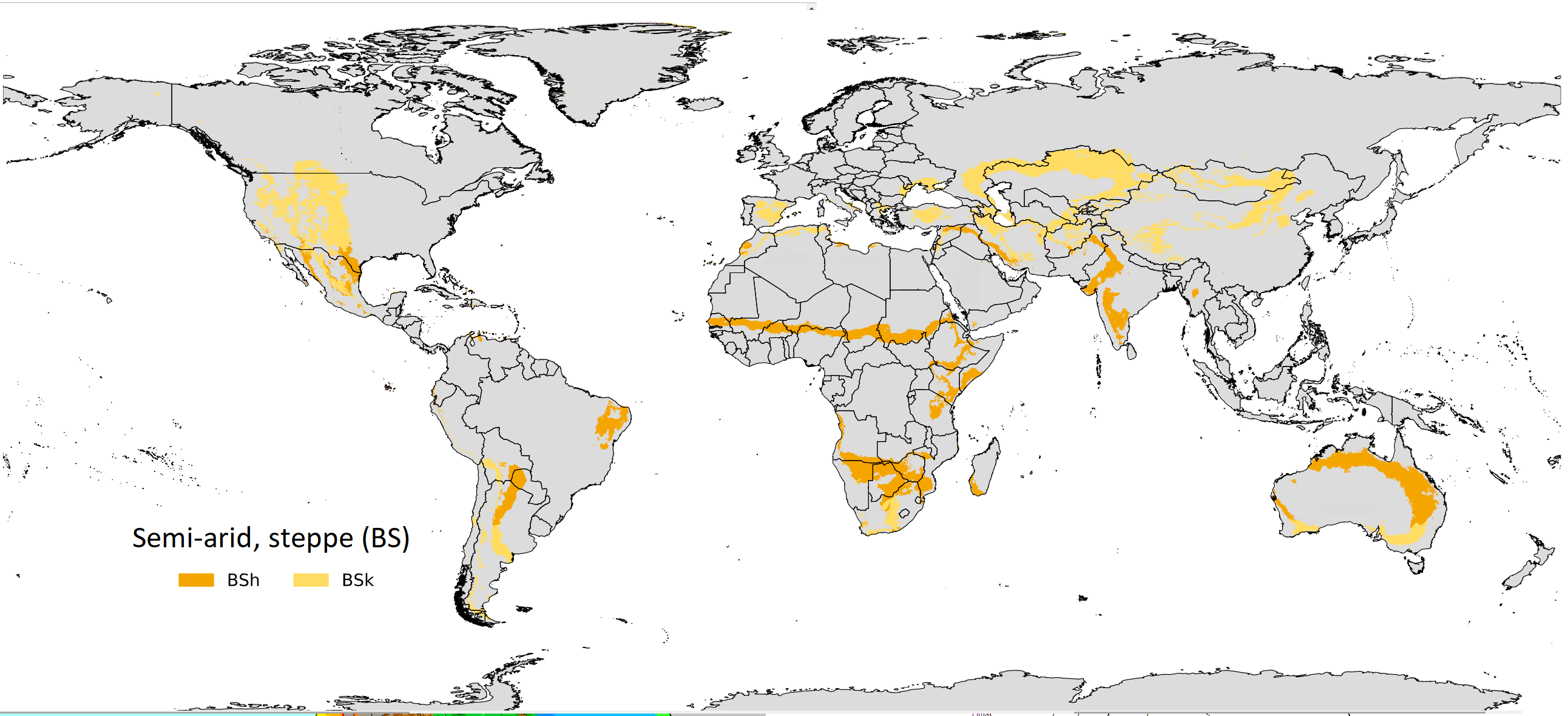
Зони напівпустель у світі
BSh — тепла зима
BSk — холодна зима

Семіари́дний клі́мат (від лат. semiāridus — «напівсухий, напівпосушливий»), напівпустельний клімат, напівсухий клімат, напіваридний клімат, степовий клімат — клімат, властивий пустелям помірних широт, наприклад, пустелям Середньої Азії. Характерний для внутрішньоматерикових районів, які віддалені від океанів, розташовані у дощовій тіні високих гір, в помірних, субтропічних і тропічних поясах Землі і утворюють природну зону, розташовану між степовою зоною на півночі і пустельною зоною на півдні. Райони з таким кліматом — міжгірні котловини і Великі Рівнини Північної Америки, степи центральної Євразії, які поширюються із заходу на схід Азії від Причорноморської низовини до східної межі Китаю. У субтропіках напівпустелі широко поширені на схилах плато, плоскогір'їв і нагір'їв. У тропіках напівпустелі займають великі простори в Африці. На південь від Сахари знаходиться зона Сахель, для якої характерні ландшафти запустеленої савани. Жарке літо і холодна зима обумовлюються географічним розташуванням всередині материка у помірних широтах. Щонайменше один зимовий місяць має середню температуру нижче 0 °C, а середня температура найтеплішого літнього місяця перевищує +21 °C. Середня річна сума опадів менша 500 мм, але більша 250 мм.

## Ґрунти

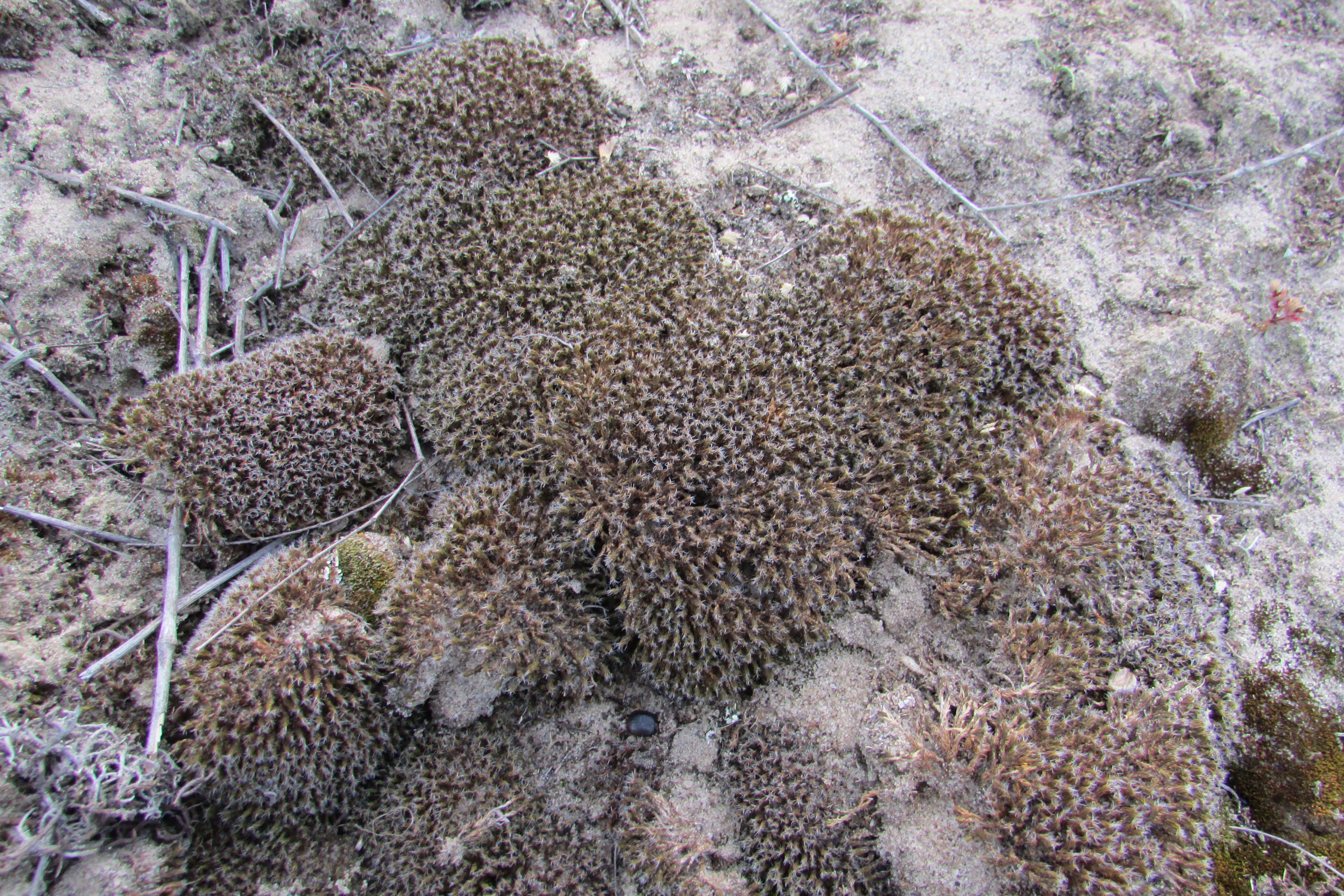
Піщаний степ поблизу села Буркути на Херсонщині. Навіть у таких семіаридних територіях є місця, де зволоження ґрунту дозволяє існувати просто на піску щільному скупченню мохів

Ґрунти, що утворюються в сухому і напівсухому кліматі, багаті солями, оскільки атмосферні опади нечисленні і солі затримуються в ґрунті. Активне ґрунтоутворення можливе лише там, де ґрунти отримують додаткову вологу з річок або підземних вод. В порівнянні з атмосферними опадами, підземні і річкові води там набагато солоніші. Через високу температуру велике випаровування, в ході якого ґрунт висихає, а розчинені у воді солі кристалізуються.
Високий вміст солей зумовлює лужну реакцію ґрунту, до якої рослинам доводиться пристосовуватися. Більшість культурних рослин такі умови не переносять. Особливо шкідливі натрієві солі, оскільки натрій перешкоджає утворенню зернистої структури ґрунту. Внаслідок цього ґрунт перетворюється на щільну безструктурну масу. Крім того, надлишок натрію в ґрунті перешкоджає фізіологічним процесам і живленню рослин.
Будова засолених ґрунтів примітивна. Горизонт накопичення органічної речовини (гумусовий шар) ледве помітний, особливо розвинений збагачений солями іллювіальний шар і материнська порода. Сухі ґрунти мають світле забарвлення, тому їх горизонти, на відміну від вологих солончакових ґрунтів, важко помітні.